# Thysanodonta eucosmia
Thysanodonta eucosmia is een slakkensoort uit de familie van de Calliostomatidae. De wetenschappelijke naam van de soort is voor het eerst geldig gepubliceerd in 1995 door B.A. Marshall.